# Veseltjaki
Veseltjaki (russisk: Весельчаки, da.: ~ Glade fyre) er en russisk komediefilm fra 2009 instrueret af Feliks Mikhajlov i dennes debut som instruktør. Filmen er den første russiske film om "drag queens".
Filmen havde premiere ved åbningen af Filmfestivalen i Berlin i 2010.

## Medvirkende
- Ville Haapasalo som Rosa (Rosolinda Stein), Robert
- Danila Kozlovskij som Ljusja (Ljusja Mohnataja), Dima
- Ivan Nikolajev som Gelja
- Pavel Brjun som Lara (Lara Conti), Aleksej Viktorovitj Gusev
- Aleksej Klimusjkin som Fira
- Renata Litvinova